# Judith Epstein

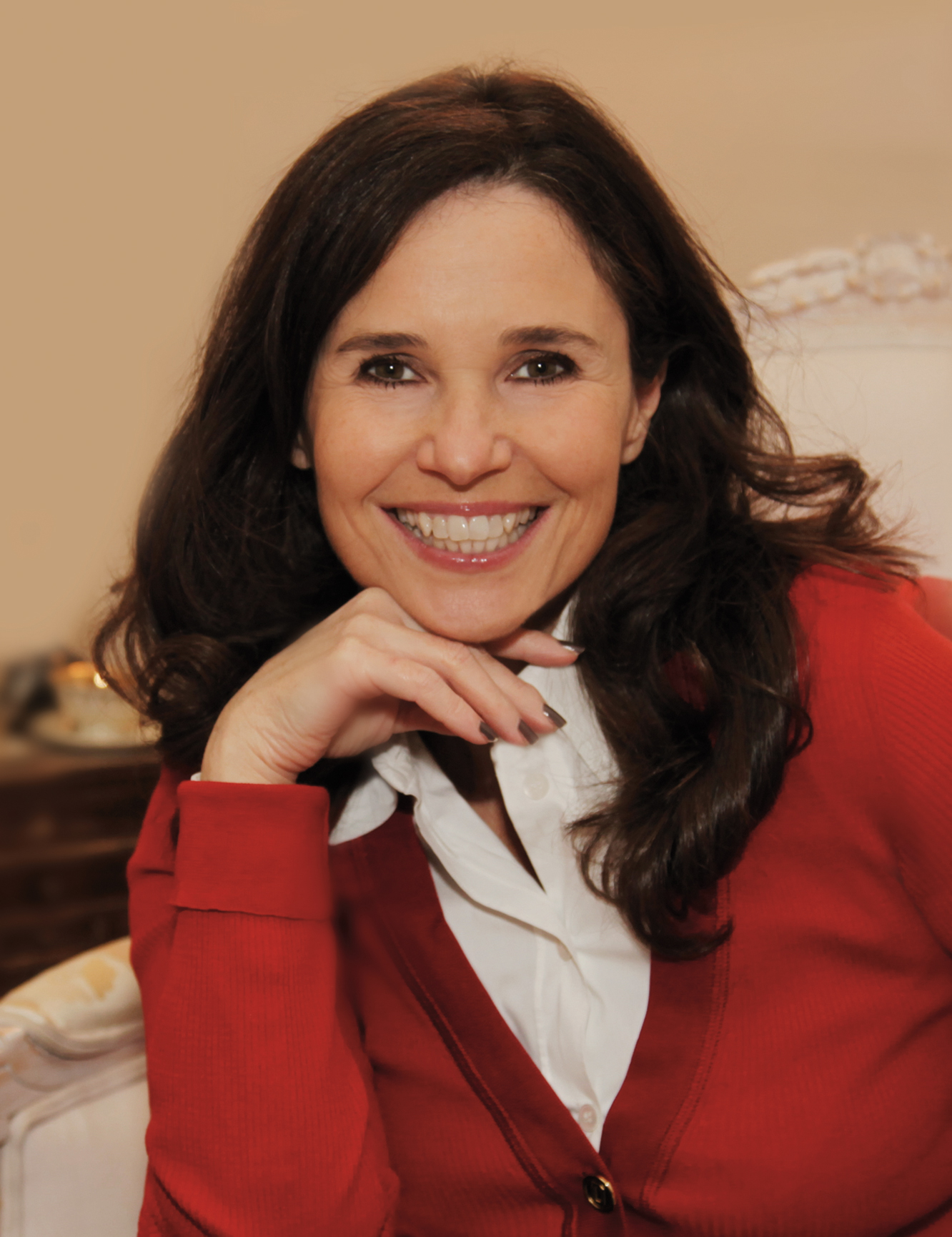
Judith Epstein, 2012

Judith Epstein (* in München als Judith Kaner) ist eine deutsche Immobilienunternehmerin. Sie ist Vorsitzende der Gesellschaft zur Förderung jüdischer Kultur und Tradition und Botschafterin der zionistischen Frauenorganisation Hadassah International an der UNO in Genf.

## Leben
Judith Epstein ist die Tochter des in Wolbrom (Provinz Krakau) geborenen Immobilienkaufmanns Sigi Kaner und seiner Frau Rosa Kaner. Sie ist Abiturientin des St.-Anna-Gymnasiums und trägt einen Magistertitel der Ludwig-Maximilians-Universität München in den Fächern Kommunikationswissenschaft, Theaterwissenschaft und Markt- und Werbepsychologie.
Seit 2008 ist sie Vorstandsmitglied der Israelitischen Kultusgemeinde München und Oberbayern, von 2012 bis 2016 war sie deren Vizepräsidentin. Epstein war außerdem seit 2005 Kuratoriumsmitglied des deutschen Freundeskreises des Tel Aviv Museum of Art, „Tamad e.V.“ und war von 2009 bis 2019 Vorstandsmitglied des Vereins „Freunde der Hebräischen Universität Jerusalem e.V.“
Epstein stiftete zusammen mit ihrem Mann den „Niklas Epstein Fund for Peace“ und den „Srulek Kaner Scholarship Fund“ an der Universität Tel Aviv.
Sie ist Mitglied des Beirats des Bündnisses für Demokratie und Toleranz.
Epstein ist Vorsitzende der Gesellschaft zur Förderung jüdischer Kultur und Tradition. Der Verein hat es sich zur Aufgabe gemacht, die facettenreiche jüdische Kultur und Geschichte der Stadtbevölkerung näher zu bringen. Seit 1987 organisiert der Verein alljährlich Jüdische Kulturtage in München, größtenteils im Gasteig, aber auch an anderen Veranstaltungsorten. So setzt diese Veranstaltungsreihe im öffentlichen Raum ein festes Zeichen der Verbundenheit und Gemeinschaft und wirbt auf diese Weise für Toleranz und ein respektvolles Miteinander.